# Centrale idroelettrica Bertini
La centrale idroelettrica Angelo Bertini è situata sull'Alzaia, riva destra, del fiume Adda, a Porto d'Adda, una frazione di Cornate d'Adda, in provincia di Monza e della Brianza.
A valle della centrale Bertini, fu costruita successivamente a supporto nel 1906, la centrale idroelettrica Esterle. Insieme costituiscono un esempio di archeologia industriale in Brianza.

## Storia
È tra le più antiche centrali idroelettriche d'Europa ancora funzionanti, avendo iniziato la produzione di corrente elettrica nel 1895, nata da un accordo tra la Edison e il comune di Milano, per fornire alimentazione elettrica ai nuovi tram, che stavano sostituendo gli obsoleti omnibus.
La centrale idroelettrica Bertini, fu costruita su progetto dell'ingegner Cesare Cipolletti realizzato dagli ingegneri Enrico Carli e Paolo Milani.
Lo studio di Cipolletti prevedeva la costruzione di una centrale idroelettrica dalle forme neorinascimentali che fosse un grande complesso di opere idrauliche.
All'epoca della realizzazione la centrale stabilì  una serie di record tecnologici: era la prima centrale idroelettrica ad essere realizzata nel Regno d'Italia, la più potente centrale idroelettrica d’Europa e seconda nel mondo solo a quella delle cascate del Niagara.
Nei decenni successivi la produzione di energia della Bertini venne supportata dalla costruzione di altre due centrali sull'Adda, al fine di potenziarne la fornitura. Rispettivamente vennero anche edificate: 
- la Esterle nel 1906, anch'essa a Porto d'Adda, più a valle
- la Semenza nel 1917, quest'ultima  è però situata più a nord, sulla riva opposta del fiume Adda, nel comune bergamasco di Calusco d'Adda.

## Costruzione e funzionamento
I lavori per la costruzione della centrale iniziarono nel 1895. Venne utilizzata la diga Poirer nel vicino comune di Paderno d'Adda e il Naviglio come canale di derivazione. In seguito, in località "Conchetta" fu prevista un'ulteriore conca con allargamento fino a 13 metri del tratto Naviglio-derivatore.
L'acqua convogliata attraverso un canale di presa, in parte coperto e in parte a cielo aperto, di 2970 metri, viene raccolta in un bacino e successivamente immessa nei 7 tubi delle condotte forzate. Le 6 turbine installate di tipo Francis ad asse orizzontale erano seconde solo a quelle del Niagara e la centrale operava in parallelo con quella termoelettrica di Milano Porta Volta, producendo una potenza complessiva di 11.000 KW.
Nel corso degli anni, la centrale ha subito degli interventi di ammodernamento che hanno portato ad un decremento del numero i turbine, da 6 a 4, con però un incremento di circa il 20% sulla potenza elettrica fornita rispetto l'impianto originario, arrivando all'attuale potenza apparente nominale di 14,8 MVA  e alla remotizzazione del controllo che attualmente avviene dal  Centro di teleconduzione di Venina (Piateda, SO).

Turbina Francis: si nota dall'esterno, la chiocciola, il distributore (in verde) e la girante all'interno. Il flusso di liquido è rappresentato in azzurro. Giranti utilizzate nelle centrali idroelettriche Bertini e Esterle di Porto d'Adda (Cornate d'Adda)

## Museo Edison
A fianco della centrale vi è un museo visitabile, con tutti i documenti, progetti e storia dell'azienda Edison.